# Carpias floridensis
Carpias floridensis là một loài chân đều trong họ Janiridae. Loài này được Menzies & Kruczynski miêu tả khoa học năm 1983.